# Dexter (Nueva York)
Dexter es una villa ubicada en el condado de Jefferson en el estado estadounidense de Nueva York. En el año 2000 tenía una población de 1,120 habitantes y una densidad poblacional de 1,044.3 personas por km².

## Geografía
Dexter se encuentra ubicada en las coordenadas 44°0′30″N 76°2′43″O / 44.00833, -76.04528.

## Demografía
Según la Oficina del Censo en 2000 los ingresos medios por hogar en la localidad eran de $33,482, y los ingresos medios por familia eran $40,000. Los hombres tenían unos ingresos medios de $36,875 frente a los $19,706 para las mujeres. La renta per cápita para la localidad era de $17,138. Alrededor del 14.1% de la población estaban por debajo del umbral de pobreza.